# Advisory Committee on Traffic in Women and Children
Advisory Committee on Traffic in Women and Children var en kommitté hos Nationernas förbund (NF), bildad 1921.
Den var sammansatt av delegater från nio länder och representanter från privata organisationer, och dess syfte var att undersöka rapporter om människohandel som inrapporterades till NF och dess regeringar.   
Den utarbetade International Convention for the Suppression of the Traffic in Women and Children 1921. 